# Amarillo Slim
Amarillo Slim, właśc. Thomas Austin Preston Jr. (ur. 31 grudnia 1928, zm. 29 kwietnia 2012) – amerykański pokerzysta profesjonalny. W 1972 wygrał turniej główny WSOP, a 20 lat później został wpisany do Poker Hall of Fame.

## Kariera
Preston wygrał cztery bransoletki WSOP, z czego dwie w grze Omaha. Największą wygraną zanotował w 1990 r. Do 2010 jego wygrane w turniejach wyniosły ponad 575 tys. USD.

### Bransoletki WSOP
| Rok  | Turniej                                     | Wygrana (USD) |
| ---- | ------------------------------------------- | ------------- |
| 1972 | $10,000 No Limit Hold’em World Championship | 60 tys. USD   |
| 1974 | $1,000 No Limit Hold’em                     | 11 100 USD    |
| 1985 | $5,000 Pot Limit Omaha                      | 85 tys. USD   |
| 1990 | $5,000 Pot Limit Omaha                      | $142 tys. USD |

### Kariera autora
W 1973, Preston i Bill G. Cox napisali książkę pt. Play Poker to Win, która została wydana przez wydawnictwo Grosset and Dunlap. Poprawiona wersja została wydana w 2005 przez Harper Collins pt. Amarillo Slim's Play Poker to Win.
W maju 2003 opublikował swoją autobiografię Amarillo Slim in a World Full of Fat People, gdzie pisał o grze w pokera z Larry Flyntem, Lyndonem Johnsonem, Richardem Nixonem i innymi.
W kwietniu 2007 Preston stworzył stronę internetową i wydał e-booka pt. All In: An E-guide To No Limit Texas Hold’em, w którego pisaniu pomógł mu Brent Riley.

## Życie osobiste
Preston był rozwiedziony, miał trójkę dzieci, mieszkał w Amarillo w Teksasie. Był największym przyjacielem Benny’ego Biniona. Kiedy Binion zmarł w 1989 r. odesłał Prestonowi swojego konia.

### Rozboje
Wczesnym rankiem 4 października 2006 Preston był ofiarą próby rozboju. Bandyta oddał w jego kierunku trzy strzały, kiedy jechał samochodem. Nie został ranny.
28 stycznia 2007 Preston został okradziony pod groźbą broni, kiedy przebywał w domu.
22 stycznia 2009 został pobity i okradziony w pobliżu skrzyżowania drogi międzystanowej nr 40 i Soncy Road podczas próby odebrania hazardowego długu.